# ¡FOLK! Una mirada a la música tradicional
¡FOLK! Una mirada a la música tradicional es un largometraje documental de 77 minutos dirigido por Pablo García Sanz y producido por las productoras Visual Creative y Plan Secreto estrenado en 2018. Desde su estreno, ha recibido premios y nominaciones en certámenes de cine nacionales e internacionales, entre los que destacan las ocho candidaturas a los Premios Goya 2019, el Premio al Mejor Largometraje de Rural Film Fest, el Premio a Mejor Documental dirigido por menor de 36 años por el Festival Internacional de Documental Etnográfico de Sobrarbe y el Premio del Público por el Festival Biosegura de Jaén.

## Sinopsis
La música tradicional forma parte de nuestra cultura, una cultura rica que nos ayuda a identificarnos como individuos dentro de una sociedad. Pero, ¿Qué ocurre cuando los medios tradicionales de difusión desaparecen? ¿Es la evolución de la música tradicional algo necesario para llegar a nuevos públicos? ¿Hasta dónde se puede llegar a la hora de "modificar" una canción?
"Aunque pueda parecer una contradicción, el folclore no escapa al dicho «renovarse o morir». ¡Folk! Una mirada a la música tradicional entra en el debate sobre la oportunidad de mantener intacta la pureza de los sonidos de raíz o la necesidad de renovarlos para que sigan vivos.” ABC(periódico).

## Protagonistas
El documental está integrado por:
- Joaquín Díaz: Músico y folklorista zamorano residente en Urueña, Valladolid. Presidente titular honorífico de la Cátedra de Estudios sobre la Tradición en la Universidad de Valladolid y académico numerario de la Real Academia de Bellas Artes de la Purísima Concepción.
- Alberto Jambrina y Pablo Madrid: Músicos e investigadores de la música tradicional zamorana.
- El Naán: Grupo musical de folk y música étnica afincado en Tabanera de Cerrato, Palencia.
- Mayalde: Grupo de música folclórica y de tradición oral de la provincia de Salamanca.
- Carlos Soto: Músico folclórista y productor artístico de Valladolid.
- Fetén Fetén: Dúo burgalés de música folk formado por los músicos Diego Galaz y Jorge Arribas.
- Gonzalo Pérez Trascasa: Músico folclorista y periodista burgalés. Especializado en el estudio de la música popular de tradición oral.
- Ringorrango: Grupo zamorano de música de raíz.
- Candeal: Dúo de música tradicional. Recopiladores y constructores de instrumentos tradicionales.
- Coetus: Orquesta de percusión ibérica afincada en Barcelona.
- María Salgado: Cantante y música folclorista de Toro, Zamora.
- Tarna: Dúo de música folk leonés. Formado por los músicos Rodrigo Martínez y Diego Gutiérrez.
- Jaime Lafuente: Intérprete y músico de folk de Burgo de Osma, Soria. Además es guionista junto al director de la película.
- Eliseo Parra: Músico, divulgador y renovador de la música tradicional española. Nacido en Sardón de Duero, Valladolid, actualmente residente en Candeleda (Ávila).
- Hierba del Campo: Uno de los grupos pioneros de la música tradicional de León.
- Nuevo Mester de Juglaría: Uno de los grupos pioneros de la música folk de Castilla y León.
- Miguel Manzano: Músico, etnomusicólogo y ensayista zamorano.
- Paco Díez: Folclorista, recopilador y divulgador vallisoletano de la cultura musical ibérica.
- Vanesa Muela: Cantante, percusionista y divulgadora de música de raíz de Laguna de Duero, Valladolid.

## Recibimiento y crítica
¡FOLK! Una mirada a la música tradicional ha obtenido el Premio a Mejor Documental dirigida por menores de 36 años en el Festival Internacional de Documental Etnográfico de Sobrarbe (Huesca, 2019), el Premio a Mejor Largometraje en el Rural Film Fest (2018), Premio a Mejor Sonido en el Festival Internacional de Cine Etnográfico de Zlatna (Rumanía, 2018), y el Premio del Público a mejor en el Festival Biosegura de Jaén (2019). Además fue Candidato para las Nominaciones de los Premios Goya de la Academia de las Artes y las Ciencias Cinematográficas de España en 2019.
La película ha sido proyectada en un total de 82 localidades de la geografía española, logrando estrenos en salas de cine en ciudades como Madrid, Barcelona, Málaga, Sevilla, Santander, Bilbao, Logroño, Valladolid, León, Palencia, Soria, Tarragona, Segovia o Zamora y en Festivales de temática musical o etnográfica como el Festival Aitxina Folk (Vitoria-Gastéiz), Festival 3 Culturas (Frigiliana, Málaga), Festival Demanda Folk (Burgos), Festival Cantut (Girona), o en la Semana de Cultura Popular de Palma de Mallorca.
Actualmente se encuentra disponible en alquiler o suscripción en la plataforma digital Filmin, y ha encabezado la lista de documentales musicales destacados.

## Premios y reconocimientos
| Año  | Categoría                                      | Premio / Festival                                            | País    | Resultado |
| ---- | ---------------------------------------------- | ------------------------------------------------------------ | ------- | --------- |
| 2019 | Mejor Película                                 | Premios Goya                                                 | España  | Candidata |
| 2019 | Mejor Película Documental                      | Premios Goya                                                 | España  | Candidata |
| 2019 | Mejor Dirección Novel                          | Premios Goya                                                 | España  | Candidata |
| 2019 | Mejor Guion Original                           | Premios Goya                                                 | España  | Candidata |
| 2019 | Mejor Dirección de Producción                  | Premios Goya                                                 | España  | Candidata |
| 2019 | Mejor Dirección de Fotografía                  | Premios Goya                                                 | España  | Candidata |
| 2019 | Mejor Montaje                                  | Premios Goya                                                 | España  | Candidata |
| 2019 | Mejor Sonido                                   | Premios Goya                                                 | España  | Candidata |
| 2019 | Mejor Documental Dirigido por menor de 36 años | Festival Internacional de Documental Etnográfico de Sobrarbe | España  | Ganadora  |
| 2019 | Premio del Público                             | Festival Biosegura de Jaén                                   | España  | Ganadora  |
| 2018 | Mejor Largometraje                             | Rural Film Fest                                              | España  | Ganadora  |
| 2018 | Mejor Sonido                                   | Festival Internacional de Cine Etnográfico de Zlatna         | Rumania | Ganadora  |